# 諾瓦瑟爾省
33°21′40″N 7°36′41″W / 33.36111°N 7.61139°W
諾瓦瑟爾省（阿拉伯语：‎）是摩洛哥的省份，位於該國西北部，由卡薩布蘭卡-塞塔特大區負責管轄，首府設於布斯庫拉，面積515平方公里，2004年人口236,119，人口密度每平方公里459人。